# 한겨레민주당
한겨레민주당(-民主黨)은 1988년부터 1991년까지 존속했던 대한민국의 민주당계 정당이었다.

## 내력
1987년의 대한민국 제13대 대통령 선거를 앞두고 통일민주당의 분당 사태가 대통령 선거 패배로 직결된 것을 본 예춘호, 조순형, 고영구 등의 야당인사들은 민청학련 사건에 연루되었던 유인태, 제정구, 원혜영 등과 함께 3김의 지역할거 정치 및 민주정의당의 관권 정치에 저항하는 제3의 당을 구상했고, 그 산물이 1988년 4월 6일에 창당한 한겨레민주당이었다.
하지만 그 해 4월 26일에 치러진 13대 총선에서 예춘호 대표가 부산 영도구, 조순형이 서울 도봉구 갑에서 낙선하는 등 지도부의 출마 성적이 부진했고, 그나마 전남 신안군에서 당선된 1석도 평민당 후보였던 한화갑의 등록무효로 인해 반(反)민정당 표가 한겨레민주당 후보인 박형오에게 몰리면서 얻은 것이었다. 이후 박형오가 평민당에 입당하면서 의석수 0의 원외정당으로 전락하고 말았다.
남은 당원들은 1990년 4월에 민중당을 구상하던 이우재, 장기표와 함께 《민주연합추진위원회》를 구성해 합당을 시도했으나, 선(先)진보정당 재건을 주장하는 민중의 당 출신들과 선(先)야권 통합 후 3당 합당 심판을 주장하는 한겨레민주당 간의 의견 차이를 극복하지 못하고 합당이 무산되었다. 이 후 1990년 7월에 조순형, 원혜영을 위시한 당 지도부가 조직책을 반납하고 민주당에 입당하면서, 법정지구당 수(당시 225개 지역구 중 1/5)에 미달하여 1991년 3월 13일에 중앙선거관리위원회에 의해 등록취소 판정을 받게 되었다.

## 주요 선거 결과

### 국회의원 선거
|  | 0.45% |

|  | 1.3% |

|  | 0.33% |

## 같이 보기
- 한겨레